# New Westminster Bruins
New Westminster Bruins byl kanadský juniorský klub ledního hokeje, který sídlil v New Westminsteru v provincii Britská Kolumbie. V letech 1971–1981 a 1983–1988 působil v juniorské soutěži Western Hockey League. Založen byl v roce 1971 po přestěhování týmu Estevan Bruins do New Westminsteru. Své domácí zápasy odehrával v hale Queen's Park Arena s kapacitou 3 500 diváků. Klubové barvy byly černá, bílá a zlatá.
Nejznámější hráči, kteří prošli týmem, byli např.: Mike Allison, Glenn Anderson, Stu Barnes, Barry Beck, Craig Berube, Todd Ewen, Link Gaetz, Ron Greschner, Glen Hanlon, Olaf Kölzig, Brad Maxwell, John Ogrodnick, Bill Ranford, Mark Recchi, Cliff Ronning, Reid Simpson nebo Stan Smyl.

## Úspěchy
- Vítěz Memorial Cupu ( 2× )
  - 1977, 1978
- Vítěz WHL ( 4× )
  - 1974/75, 1975/76, 1976/77, 1977/78

## Přehled ligové účasti
Zdroj: 
- 1971–1978: Western Canada Hockey League (Západní divize)
- 1978–1979: Western Hockey League (Západní divize)
- 1981–1983: bez soutěže
- 1983–1988: Western Hockey League (Západní divize)